# Llista de l'art públic de la Catalunya del Nord
Llista de les obres d'art públic situades en la Catalunya del Nord.
| Títol                                               | Descripció                                    | Autor/Data                         | Material                    | Localització                                                                              | Codi | Imatge |
| --------------------------------------------------- | --------------------------------------------- | ---------------------------------- | --------------------------- | ----------------------------------------------------------------------------------------- | ---- | --- |
| La Veritat sortint del pou                          |                                               | Marc Fanny                         |                             | Els Banys i Palaldà                                                                       |      | La Veritat sortint del pou (els Banys i Palaldà) · Carregueu una nova foto d'aquesta obra                      |
| Jove jacent                                         |                                               | Aristides Maillol 1921             | Bronze                      | Av. Fontaulé, els Banys i Palaldà 42° 28′ 48″ N, 3° 08′ 02″ E / 42.4801°N,3.134°E         | info | Carregueu una nova foto d'aquesta obra                                                                         |
| Monument a la sardana                               |                                               | Patricia Rowland                   |                             | Els Banys i Palaldà                                                                       |      | Es creu que no es poden fer fotos lliures d'aquesta obra                                                       |
| America's Cut                                       |                                               | Sylvain Grout i Yann Mazéas 2007   |                             | Lycée Rosa-Luxembourg, Canet de Rosselló 42° 42′ 14″ N, 3° 01′ 17″ E / 42.7039°N,3.0214°E | info | Es creu que no es poden fer fotos lliures d'aquesta obra                                                       |
| Bust de François Moudat                             |                                               | François Vanczac 1977              | Bronze                      | Canet de Rosselló 42° 41′ 49″ N, 3° 01′ 43″ E / 42.6969°N,3.0286°E                        | info | Carregueu una nova foto d'aquesta obra                                                                         |
| Bust de Joseph Cassanyes                            |                                               |                                    |                             | Av. de Sainte-Marie, Canet de Rosselló 42° 42′ 20″ N, 3° 00′ 31″ E / 42.7055°N,3.0087°E   |      | Bust de Joseph Cassanyes (Canet de Rosselló) · Carregueu una nova foto d'aquesta obra                          |
| Magali de Séverac                                   |                                               | Manolo Hugué                       |                             | Ceret 42° 42′ 20″ N, 3° 00′ 31″ E / 42.7055°N,3.0087°E                                    |      | Es creu que no es poden fer fotos lliures d'aquesta obra                                                       |
| Monument als morts de Ceret (La Douleur)            |                                               | Aristides Maillol 1922             | Pedra                       | Pl. de la Liberté, Ceret 42° 29′ 00″ N, 2° 44′ 52″ E / 42.4834°N,2.7477°E                 |      | Monument als morts de Ceret · Vegeu més fotos d'aquesta obra · Carregueu una nova foto d'aquesta obra          |
| Monument als toreros del món                        |                                               | Camil Fabregas segons Manolo Hugué |                             | Ceret                                                                                     |      | Carregueu una nova foto d'aquesta obra                                                                         |
| Sense títol                                         |                                               | Antoni Tàpies 1990                 |                             | Museu d'Art Modern de Ceret 42° 29′ 09″ N, 2° 44′ 54″ E / 42.4859°N,2.7484°E              | info | Es creu que no es poden fer fotos lliures d'aquesta obra                                                       |
| Bust de François Berge                              |                                               |                                    |                             | Cotlliure 42° 31′ 35″ N, 3° 04′ 55″ E / 42.5263°N,3.082°E                                 |      | Bust de François Berge (Cotlliure) · Carregueu una nova foto d'aquesta obra                                    |
| Homenatge a Antonio Machado                         |                                               |                                    |                             | Cotlliure                                                                                 |      | Carregueu una nova foto d'aquesta obra                                                                         |
| Point 2 vue érotique autour du clocher de Collioure |                                               | Marc-André 2 Figueres 1995         |                             | Cotlliure                                                                                 | info | Es creu que no es poden fer fotos lliures d'aquesta obra                                                       |
| Soleils portés                                      | Commemoració de l'expulsió dels jueus el 1493 | Francesca Caruana 2008             | Acer                        | Cotlliure 42° 31′ 31″ N, 3° 05′ 07″ E / 42.5253°N,3.0852°E                                | info | Carregueu una nova foto d'aquesta obra                                                                         |
| Francesc Aragó                                      |                                               |                                    |                             | Estagell                                                                                  |      | Francesc Aragó (Estagell) · Carregueu una nova foto d'aquesta obra                                             |
| Chambre des certitudes                              |                                               | Wolfgang Laib 2004                 |                             | Marcèvol, Arboçols 42° 39′ 51″ N, 2° 30′ 01″ E / 42.6641°N,2.5004°E                       | info | Es creu que no es poden fer fotos lliures d'aquesta obra                                                       |
| Bust de Jean Jaurès                                 |                                               | François Vanczak 1980              |                             | Av. Jean Jaurès, Millars                                                                  | info | Es creu que no es poden fer fotos lliures d'aquesta obra                                                       |
| Banyista cobrint-se                                 |                                               | Aristides Maillol 1921             | Bronze                      | Av. Maillol, Perpinyà 42° 42′ 08″ N, 2° 53′ 44″ E / 42.7022°N,2.8956°E                    | info | Carregueu una nova foto d'aquesta obra                                                                         |
| L'Estiu                                             |                                               | Aristides Maillol                  |                             | Av. Maillol, Perpinyà 42° 42′ 09″ N, 2° 53′ 47″ E / 42.7024°N,2.8964°E                    | info | L'Estiu (Aristides Maillol) · Vegeu més fotos d'aquesta obra · Carregueu una nova foto d'aquesta obra          |
| Monument a Francesc Aragó                           |                                               | Antonin Mercié                     |                             | Pl. Aragó, Perpinyà                                                                       | info | Monument a Francesc Aragó (Perpinyà) · Vegeu més fotos d'aquesta obra · Carregueu una nova foto d'aquesta obra |
| Venus amb collaret                                  |                                               | Aristides Maillol                  |                             | Perpinyà                                                                                  |      | Carregueu una nova foto d'aquesta obra                                                                         |
| Monument a Alexandre Oliva                          |                                               | 1902                               | Bronze amb suport de marbre | Pl. Oliva, Sallagosa                                                                      | info | Monument a Alexandre Oliva (Sallagosa) · Carregueu una nova foto d'aquesta obra                                |
| Sense títol                                         |                                               | Toni Grand 1983                    | Fusta i polièster           | Castell de Salses 42° 50′ 23″ N, 2° 55′ 03″ E / 42.8396°N,2.9176°E                        | info | Es creu que no es poden fer fotos lliures d'aquesta obra                                                       |
| Sense títol                                         |                                               | Toni Grand 1981                    | Acer                        | Castell de Salses 42° 50′ 23″ N, 2° 55′ 04″ E / 42.8396°N,2.9179°E                        | info | Es creu que no es poden fer fotos lliures d'aquesta obra                                                       |
| Projet Himalaya                                     | Rellotge de sol monumental                    | Marc-André 2 Figueres 2013         | Acer                        | Pl. Padre Himalaya, Sureda                                                                | info | Es creu que no es poden fer fotos lliures d'aquesta obra                                                       |
| La cobla                                            |                                               | Rosa Serra                         |                             | Av. Jean Grégory, Tuïr 42° 37′ 58″ N, 2° 45′ 25″ E / 42.6329°N,2.7569°E                   | info | Es creu que no es poden fer fotos lliures d'aquesta obra                                                       |